# Ángel Fonseca
Ángel Rosendo Fonseca Ortiz (Ciudad de México, México, 28 de noviembre de 1980) es un exfutbolista mexicano. Su posición era centrocampista. Es conocido por formar parte del plantel de Colibríes de Morelos que disputó el clausura 2003 descendiendo con el club.

## Trayectoria
Se inició en las fuerzas básicas de  Pachuca, fue integrado al primer equipo en el Invierno 2000, pero no debutó y fue transferido al Atlético Celaya en el Verano 2002, no jugó hasta la mudanza del club a Cuernavaca, Haría finalmente su debut en el Clausura 2003 con los Colibríes de Morelos
Jugó 2 partidos en primera división todos ellos con los colibríes, 1 como titular acumulando 111 minutos.
Luego del descenso militó por 2 temporadas en el Águilas de la Riviera Maya filial del Club América donde luego se quedó libre y se alejó completamente del fútbol profesional.

### Clubes
| Club                   | País                | Año         | Partidos | Goles | Media |
| ---------------------- | ------------------- | ----------- | -------- | ----- | ----- |
| Club de Fútbol Pachuca | México              | 2000 - 2001 | 0        | 0     | 0     |
| Atlético Celaya        | México              | 2002        | 0        | 0     | 0     |
| Colibríes de Morelos   | México              | 2003        | 2        | 0     | 0     |
| Águilas Rivera Maya    | México              | 2003 - 2004 | 8        | 0     | 0     |
| Total en su carrera    | Total en su carrera | 2003 - 2004 | 10       | 0     | 0     |